# Shu-bi-dua 3
Shu-bi-dua 3 er navnet på Shu-bi-duas tredje album, som udkom på LP i 1976 og senere blev genudgivet på CD i 1990. Albummet blev på ny genudgivet i remasteret version på CD, LP og som download i 2010 under navnet "Deluxe udgave".
Albummet havde i 1998 solgt over 193.000 eksemplarer.

## Spor
| #   | Titel                                            | Længde |
| --- | ------------------------------------------------ | ------ |
| 1.  | "Sand-Hans"                                      | 2:43   |
| 2.  | "Nam nam"                                        | 2:40   |
| 3.  | "Knald i låget"                                  | 3:13   |
| 4.  | "Intet nyt fra vestfronten"                      | 0:31   |
| 5.  | "Krudt og klunker"                               | 3:05   |
| 6.  | "Rebild"                                         | 3:35   |
| 7.  | "De tre små grise"                               | 2:08   |
| 8.  | "Hvalborg"                                       | 4:23   |
| 9.  | "Snadsken"                                       | 2:25   |
| 10. | "Fluer i kødbyen"                                | 4:08   |
| 11. | "Bageren og servitricen"                         | 3:36   |
| 12. | "Tryk på"                                        | 2:38   |
| 13. | "Damgård"                                        | 0:45   |
| 14. | "Nam nam" (live i Stockholm, bonus)              | 3:00   |
| 15. | "Bundesen & Hardinger – Om Shu-bi-dua 3" (bonus) | 4:08   |

Spor 14 er et bonusnummer, som kun findes på de remastered cd- og downloadudgaver fra 2010, og spor 15 findes kun hos enkelte downloadforretninger.
Alle titler og sporlængder er taget fra 2010-downloadudgaverne.

## Originalsange
- Originalen til "Nam nam" er "Willie and the Hand Jive" Johnny Otis
- Originalen til "Snadsken" er "Fish ’N’ Tits" (Wayne Moss)
- Originalen til "Tryk på " er "Rock-A-Hula Baby" (Ben Weisman, Dolores Fuller[2])